# Bodunius biocellatus
Genre
Espèce
Bodunius biocellatus, unique représentant du genre Bodunius, est une espèce d'opilions laniatores de la famille des Cosmetidae.

## Distribution
Cette espèce est endémique du Minas Gerais au Brésil. Elle se rencontre vers Barro Alto.

## Description
La femelle holotype mesure 4 mm.

## Publication originale
- Mello-Leitão, 1935 : « A propósito de alguns opiliões novos. » Memórias do Instituto Butantan, vol. 9, p. 369–411.